# Lê Ngọc Trinh
Ả Chạ hay Lê Ngọc Trinh (20 - 43) là một nữ tướng thời Hai Bà Trưng trong lịch sử Việt Nam.

## Thân thế
Lê Ngọc Trinh tên là Ả Nương hay Ả Chạ, có cha là ông Lê Hoàn và mẹ là bà Nguyễn Thị Tần, chị là Ả Chàng (hay Lê Ngọc Thanh), quê ở xã Lũng Ngoại, huyện Bạch Hạc, phủ Tam Đái, Xứ Đoài (nay là thôn Lũng Ngoại, xã Lũng Hoà, huyện Vĩnh Tường, tỉnh Vĩnh Phúc).
Theo thần phả và truyền thuyết, ông bà Lê Hoàn ăn ở hiền từ nhân đức nhưng lại hiếm muộn đường con cái. Ông Lê Hoàn có nghề bốc thuốc chữa bệnh khá nổi tiếng trong vùng, nên ông thường được gọi là "ông lang Lũng Ngòi". Trong một lần đi hái thuốc ở đầm sen ở Đàm Luân (địa danh thuộc Lũng Ngòi), trời đã xế chiều, hai ông bà ngồi nghỉ bên bờ đầm ngắm cảnh. Chợt ông bà thấy giữa mặt hồ hiện ra một chiếc thuyền nhỏ. Trên thuyền có hai người con gái thắt lưng bao đỏ buông tóc đưa chèo, cũng chỉ thấp thoáng trong chốc lát rồi cả thuyền cả người biến đi trong làn sương mỏng. Cùng lúc ấy, bay ngang qua bầu trời là một đôi chim phượng màu lông rực rỡ. Sau đó, khi trở về nhà thì bà Tần thụ thai rồi sinh đôi hai người con gái. Người chị là Ngọc Thanh (tục gọi là Ả Chàng), còn Ngọc Trinh là em (tục gọi là Ả Chạ).
Tương truyền, lúc nhỏ, hai chị em ham thích dạo chơi ở hồ Sen trong gò Quảng, thôn Hòa Loan. Hai chị em khi ấy đã chọn hơn 20 người con gái trong làng cùng trang lứa lên mảnh đất bằng trên gò chia thành 2 đội tập chia đánh trận. Hai chị em làm tướng, các bạn gái làm quân. Quân tướng của Ả Chàng thường bị thua chạy. Còn quân tướng của Ả Chạ kiên cường nên thường thắng lớn.
Hai nàng càng lớn càng xinh đẹp, nết na, thông minh nổi tiếng một vùng. Ả Chàng là người thạo đường thêu thùa may vá, còn Ả Chạ là cô gái thông minh, có tài bắn cung nỏ, đánh xe, những công việc của nghề binh, việc nào cũng thành thạo, tính nết lại hiền hòa hiếu hạnh, biết đánh đàn ca, chơi cờ, làm thơ, viết phú.

## Theo Hai Bà Trưng khởi nghĩa
Bấy giờ Tô Định làm Thái thú, trong nước trăm họ lầm than. Năm hai chị em 19 tuổi, Ngọc Thanh bị tên quan đô hộ nhà Hán cưỡng bức bắt về làm tiểu thiếp. Ngọc Thanh uất ức, nhịn ăn cho đến chết. Tin dữ bay về Lũng Ngòi, ông bà Lê Hoàn một phần căm phẫn bọn quan quan đô hộ ức hiếp, phần nữa vì quá xót thương con, cũng lâm bệnh rồi lần lượt qua đời. Gia đình bốn người nay chỉ còn lại một mình Ngọc Trinh, mối thù quân đô hộ nhà Hán ngụt cháy trong lòng người thiếu nữ trẻ. Được sự giúp đỡ của ông cậu là Nguyễn Tú, Ngọc Trinh đã nuốt hận để ra sức học tập binh pháp, ngầm tập hợp dân binh, luyện tập võ nghệ và đi khắp vùng xung quanh tìm người cùng chí hướng chống lại ách đô hộ của nhà Hán. Bà được mọi người tôn làm chủ soái, lấy Đàm Luân làm căn cứ, tế cờ, lập thành giang sơn riêng. Ả Chạ khởi nghĩa ở vùng Lũng Ngòi, chống lạo lệnh từ phủ Thái thú. Nghĩa quân đã đánh cướp được một đoàn thuyền lương của quân Hán, chém đầu tướng giặc Lưu Ứng Khâm ở đoạn sông Hồng thuộc xã Cao Đại, huyện Vĩnh Tường, tỉnh Vĩnh Phúc ngày nay. Năm 40, Hai Bà Trưng kêu gọi khởi nghĩa, Ả Chạ đem nghĩa binh đến theo, được phong làm Tả quân nội thị, vừa cầm binh vừa giúp bày đặt mưu kế.
Khởi nghĩa thắng lợi, Trưng Trắc xưng vương (Trưng Vương), bắt tay vào xây dựng chính quyền tự chủ, phong chức tước cho những người có công lao lớn trong sự nghiệp giành lại độc lập. Ả Chạ được phong là Ngọc Phượng công chúa, giữ chức Chinh Thảo đại tướng quân, ban cho 8 chữ Quần thoa hào kiệt, dũng lược tuyệt trần.
Trưng Vương cho Ả Chạ về quê xây dựng cung sở ở Đàm Luân. Sau một năm làm quan, Ả Chạ xin về thờ cúng tổ tiên, chăm phần hương khói cho cha mẹ và chị ở Đàm Luân, mỗi năm theo lệnh về hội với Trưng Vương hai lần.

## Kháng chiến chống Mã Viện
Năm 42, vua Hán sai tên tướng Mã Viện đem quân sang tái chiếm lại nước ta. Bà lại cùng nghĩa quân lên đường tham gia chiến đấu. Sau nhiều trận giao chiến, Hai Bà Trưng rút quân về Cấm Khê (Hà Nội), còn bà thì rút về Đàm Luân. Mã Viện cử phó tướng Lưu Long đem quân đến đánh Đàm Luân. Một trận đánh lớn đã diễn ra tại Gò May (thuộc thôn Hòa Loan, xã Lũng Hoà, huyện Vĩnh Tường, Vĩnh Phúc ngày nay). Tương truyền, trong lúc tả xung hữu đột thì bà lỡ tay văng mất gươm xuống đất nên liền dùng dải yếm buộc đá để đánh giặc (sau hòn đá rơi về địa phận thôn Lũng Ngoại nên Lũng Ngoại có trò hú đáo, còn dải yếm bay về địa phận thôn Hòa Loan nên Hòa Loan có trò kéo co). Một đầu có buộc đá, còn đầu kia quấn vào tay, cứ thế vung ra thành những vòng tròn, đi tới đâu quân giặc dạt ra tới đó. Tên tướng giặc thấy vậy tức giận, cứ thúc quân lính xông bừa vào. Những chiếc sọ giặc vỡ bôm bốp, óc lẫn máu phọt ra lênh láng. Cuối cùng, tấm dây vải cuối cùng cũng bị đứt, hòn đá văng ra xa. Do thế giặc quá mạnh, quân tiếp viện chưa kịp ứng cứu, quân ta dần rơi vào thế bị động. Nàng bị dồn đến đầm sen ở Đàm Luân. Biết cơ sự không còn cứu vãn được nữa, nữ tướng đã nhảy xuống đầm sen tự vẫn, bảo toàn khí tiết. Theo thần phả, Ả Chạ sinh ngày 10 tháng 9 năm Canh Thìn (năm 20), mất ngày 4 tháng Giêng năm Quý Mão (năm 43).

## Thờ phụng

### Làng Lũng Ngoại
Lũng Ngoại, hay Lũng Khê là một thôn của xã Lũng Hòa, huyện Vĩnh Tường ngày nay. Làng có ngôi miếu gọi là miếu Ngòi, 3 ngôi đình của 3 thôn cùng tên là đình Đông, đình Trung và đình Nam, đều thờ bà Lê Ngọc Trinh, em gái của bà Lê Ngọc Thanh (thờ ở đình Hòa Loan), tướng của nghĩa quân Hai Bà Trưng. Trong các ngày từ mồng 4 tháng Giêng đến mồng 7 tháng Giêng có lệ đánh đáo bằng hòn đá ném vào chân cột trong ô đất 4m2 gọi là "Hú đáo". Đó là một nghi thức "sự thần", liên quan đến bà Lê Ngọc Trinh. Tương truyền khi chống lại một viên tướng thời Đông Hán, bà dùng sợi dây, đầu dây buộc một hòn đá làm vũ khí. Trong lúc giao tranh, hòn đá văng về làng Lũng Ngoại, từ đó về sau, lệ đánh đáo trở thành một tín ngưỡng, một tục lệ của làng.